# Kirchen (Sieg)

Kirchen (Sieg)

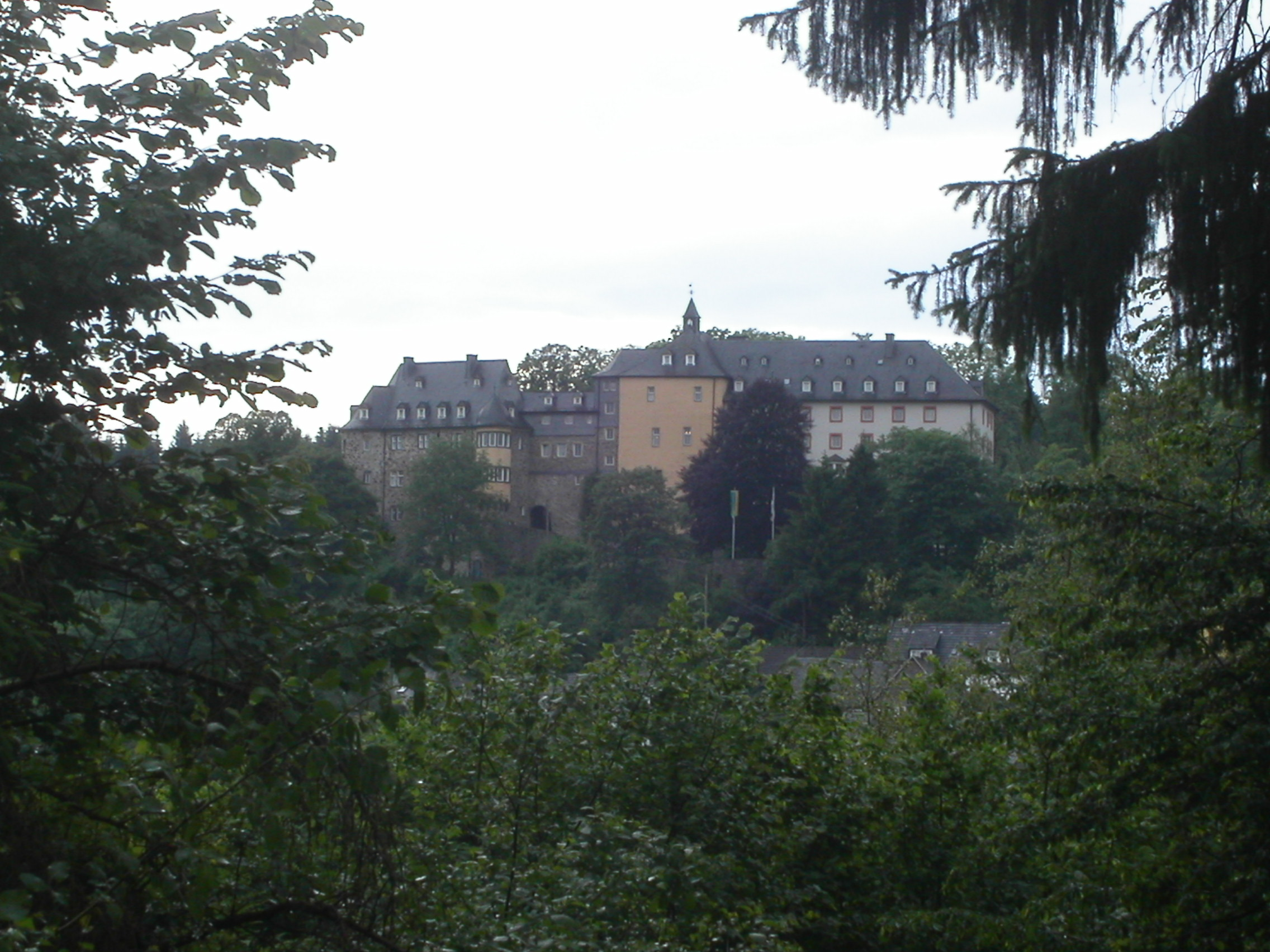
Burg Freusburg, Jugendherberge.

Kirchen (Sieg) ist eine Kleinstadt an der oberen Sieg und anerkannter Luftkurort im Landkreis Altenkirchen in Rheinland-Pfalz, an der Grenze zu Nordrhein-Westfalen. Sie ist Verwaltungssitz der Verbandsgemeinde Kirchen, der sie auch angehört. Kirchen wurde am 6. November 2004 zur Stadt erhoben und ist gemäß Landesplanung als Mittelzentrum ausgewiesen.

## Geographie

### Geographische Lage
Kirchen liegt an der Eisenbahnlinie Köln-Siegen, an der B 62 und nahe der Autobahn A 45/Sauerlandlinie. Es wird von lokalen und regionalen Omnibuslinien angefahren.

### Stadtgliederung
Die Stadt Kirchen besteht, neben der Kernstadt, aus sechs ehemaligen Gemeinden, die bis zum Jahr 2019 eigene Ortsbezirke mit eigenem Ortsbeirat bildeten, von denen zwei inzwischen fusioniert sind. Ferner hat die Stadt sechs statistische Bezirke, die in Unterbezirke gegliedert sind und insgesamt 28 namentliche Unterbezirke/Ortsteile bilden, Nummern nachfolgend in Klammern:
- Die Kernstadt Kirchen (0400) liegt fast komplett links der Sieg und umfasst neben Freusburgermühle (403) noch rechts der Sieg die Siedlung Alexander (401).
- Wehbach (409), rechts der Sieg und Kirchen nordwestlich gegenüber, wird zum statistischen Bezirk Kirchen mitgerechnet, da bereits 1942 eingemeindet, und umfasst, vom Kernort aus asdorfabwärts/südostwärts, Niederasdorf (407), Grindel (404), Kircherhütte (406), Riegel (408), Jungenthal (405) und Brühlhof (402).
- Zu Wingendorf (600), rechts der Sieg und nordwestlich von Wehbach, gehören neben dem Kernort und von diesem nach Norden gelistet, Fallenbach (603), Schloss und Forsthaus Junkernthal (607), Gomperten (604), Heldenhof (605), Äpfelbach (601), Düsternseifen (602), Hof und Forsthaus Würden (610), Winnersbach (609), Rosenthal (607) und Scheuernhof (608), von denen nur Äpfelbach (3 km nordwestlich des Kerndorfs) und Winnersbach (2 km nordöstlich von Äpfelbach) Weilergröße haben.
- Zu Freusburg (100), rechts der Sieg und nördlich der Kernstadt, gehören neben dem Kerndorf die Siedlungen Backhaus (101) am Nordufer der Siegschleife im Süden und Struth (102) im Südosten, wobei heute die meisten Einwohner in Struth leben.
- Zu Katzenbach (300) im Osten und links der Sieg gehören, nördlich des Kerndorfs und rechts der Sieg, die Wohnplätze Euteneuen (302) und Eutebach (301).
- Der heutige Ortsbezirk Herkersdorf-Offhausen im Südosten und links der Sieg besteht aus den ehemals eigenständigen Dörfern Herkersdorf  (200) und Offhausen (500).

Freusburgermühle, heute zur Kernstadt gezählt, liegt größtenteils auf Freusburger Gemarkung; ferner liegt, in Jungenthal, die Südostseite der Austraße ohne Altenzentrum (gerade Hausnummern 2 bis 26) auf Kirchener Gemarkung.
Am 12. Dezember 2018 hatte der Stadtrat Kirchen beschlossen, nach der Kommunalwahl 2019 die beiden bisherigen Bezirke Herkersdorf und Offhausen zu einem Ortsbezirk zu vereinigen. Entsprechende Pläne, auch Wehbach und Wingendorf zu fusionieren, wurden nach einstimmiger Ablehnung seitens der beiden Ortsbeiräte vom Stadtrat gestoppt.

### Klima
Der Jahresniederschlag beträgt 1115 mm.

## Geschichte
Anfang 1942 wurde Kirchen von der nationalsozialistischen Regierung mit Wehbach zwangsvereinigt und in Kirchen-Wehbach (Sieg) umbenannt. Diese Fusion nebst Umbenennung hielt sich, trotz Protesten der Wehbacher, auch nach Kriegsende zweieinhalb Jahrzehnte, bis weitere ehemalige Gemeinden angegliedert wurden.
Am 7. Juni 1969 wurden die Gemeinden Freusburg, Herkersdorf, Offhausen, Wingendorf und Katzenbach mit Ausnahme des Ortsteils Unterbüdenholz, der nach Brachbach eingegliedert wurde, eingemeindet. Am selben Tag wurde die Gemeinde in Kirchen (Sieg) umbenannt (siehe Gebietsreformen in Rheinland-Pfalz). Die Stadtrechte erhielt Kirchen (Sieg) am 6. November 2004.

### Einwohnerstatistik
Die Entwicklung der Einwohnerzahl von Kirchen (Sieg) bezogen auf das heutige Stadtgebiet; die Werte von 1871 bis 1987 beruhen auf Volkszählungen:
| Kirchen (Sieg): Einwohnerzahlen von 1815 bis 2024 | Kirchen (Sieg): Einwohnerzahlen von 1815 bis 2024 | Kirchen (Sieg): Einwohnerzahlen von 1815 bis 2024 | Kirchen (Sieg): Einwohnerzahlen von 1815 bis 2024 | Kirchen (Sieg): Einwohnerzahlen von 1815 bis 2024 |
| ------------------------------------------------- | ------------------------------------------------- | ------------------------------------------------- | ------------------------------------------------- | ------------------------------------------------- |
| Jahr                                              |                                                   |                                                   |                                                   | Einwohner                                         |
| 1815                                              | 1815                                              |                                                   | 1.784                                             | 1.784                                             |
| 1835                                              | 1835                                              |                                                   | 2.488                                             | 2.488                                             |
| 1871                                              | 1871                                              |                                                   | 3.459                                             | 3.459                                             |
| 1905                                              | 1905                                              |                                                   | 6.241                                             | 6.241                                             |
| 1939                                              | 1939                                              |                                                   | 7.875                                             | 7.875                                             |
| 1950                                              | 1950                                              |                                                   | 8.958                                             | 8.958                                             |
| 1961                                              | 1961                                              |                                                   | 9.693                                             | 9.693                                             |
| 1970                                              | 1970                                              |                                                   | 10.208                                            | 10.208                                            |
| 1987                                              | 1987                                              |                                                   | 9.353                                             | 9.353                                             |
| 2005                                              | 2005                                              |                                                   | 9.147                                             | 9.147                                             |
| 2011                                              | 2011                                              |                                                   | 8.648                                             | 8.648                                             |
| 2017                                              | 2017                                              |                                                   | 8.567                                             | 8.567                                             |
| 2024                                              | 2024                                              |                                                   | 8.318                                             | 8.318                                             |
|                                                   |                                                   |                                                   |                                                   |                                                   |

### Konfessionsstatistik
Mit Stand 30. Juni 2005 waren von den Einwohnern 52,2 % katholisch, 29,6 % evangelisch und 18,2 % waren konfessionslos oder gehörten einer anderen Glaubensgemeinschaft an. Der Anteil der Protestanten und vor allem die der Katholiken an der Gesamtbevölkerung ist seitdem gesunken. Derzeit (Stand März 2025) liegt der Anteil der katholischen Bürger bei 36,1 %, der evangelischen bei 23,9 % und der Sonstigen bei 40,0 %.

## Politik

### Stadtrat
Der Stadtrat in Kirchen (Sieg) besteht aus 24 Ratsmitgliedern, die bei der Kommunalwahl am 9. Juni 2024 in einer personalisierten Verhältniswahl gewählt wurden, und dem ehrenamtlichen Stadtbürgermeister als Vorsitzendem.
Die Sitzverteilung im Stadtrat:
| Wahl | SPD | CDU | Grüne | FDP | Gesamt   |
| ---- | --- | --- | ----- | --- | -------- |
| 2024 | 8   | 11  | 3     | 2   | 24 Sitze |
| 2019 | 9   | 8   | 4     | 3   | 24 Sitze |
| 2014 | 10  | 9   | 3     | 2   | 24 Sitze |
| 2009 | 7   | 11  | 3     | 3   | 24 Sitze |
| 2004 | 6   | 14  | 2     | 2   | 24 Sitze |

### Bürgermeister
Stadtbürgermeister von Kirchen ist Andreas Hundhausen (SPD). Bei der Direktwahl am 26. Mai 2019 wurde er mit einem Stimmenanteil von 76,41 % wiedergewählt. Bei der Direktwahl am 9. Juni 2024 wurde er bei einer Wahlbeteiligung von 61,5 % mit 79,1 % der Stimmen ohne Gegenkandidat erneut in seinem Amt bestätigt.

### Wappen
Die heutige Stadt Kirchen kann sich als Rechtsnachfolgerin der einstigen Herrschaft Freusburg und des späteren saynischen Amtes Freusburg betrachten und leitet wohl auch seinen Namen aus der oft angeführten Bezeichnung Kirch-Freusburg ab.
Das Dekanat Kirchen im Bistum Trier wurde ab 2022 zum Pastoralen Raum Betzdorf und ist als Trierische Insel bekannt.
Deshalb werden in dem Wappen die drei alten Herrschaftswappen vereinigt: Die Eberköpfe von Freusburg, der Löwe der Grafschaft Sayn und das rote Kreuz des Erzstiftes Trier. Die Verbandsgemeinde Kirchen (Sieg) führt das gleiche Wappen wie die Stadt Kirchen (Sieg), jedoch von einem zusätzlichen goldenen Bord umgeben.

## Kultur und Sehenswürdigkeiten

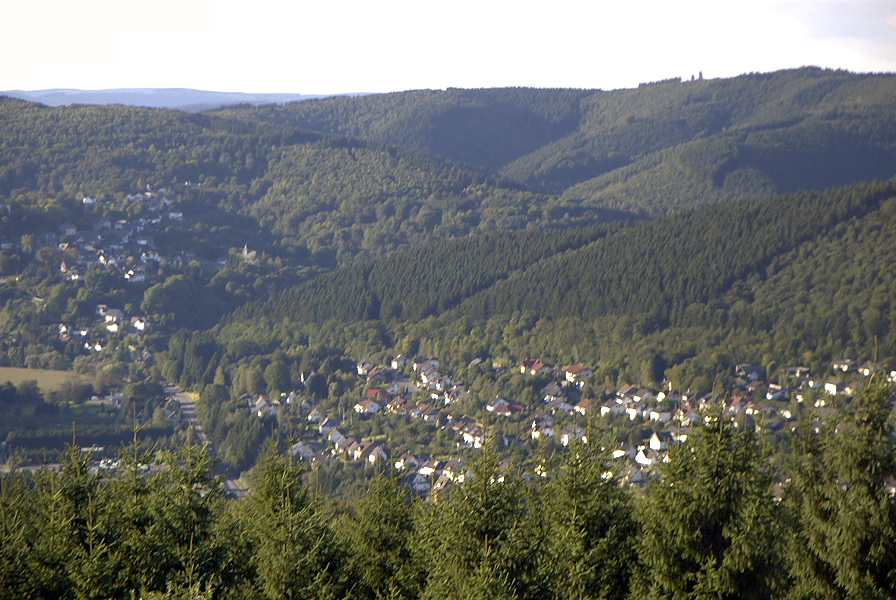
Blick vom Ottoturm bei Herkersdorf.

Der Druidenstein.

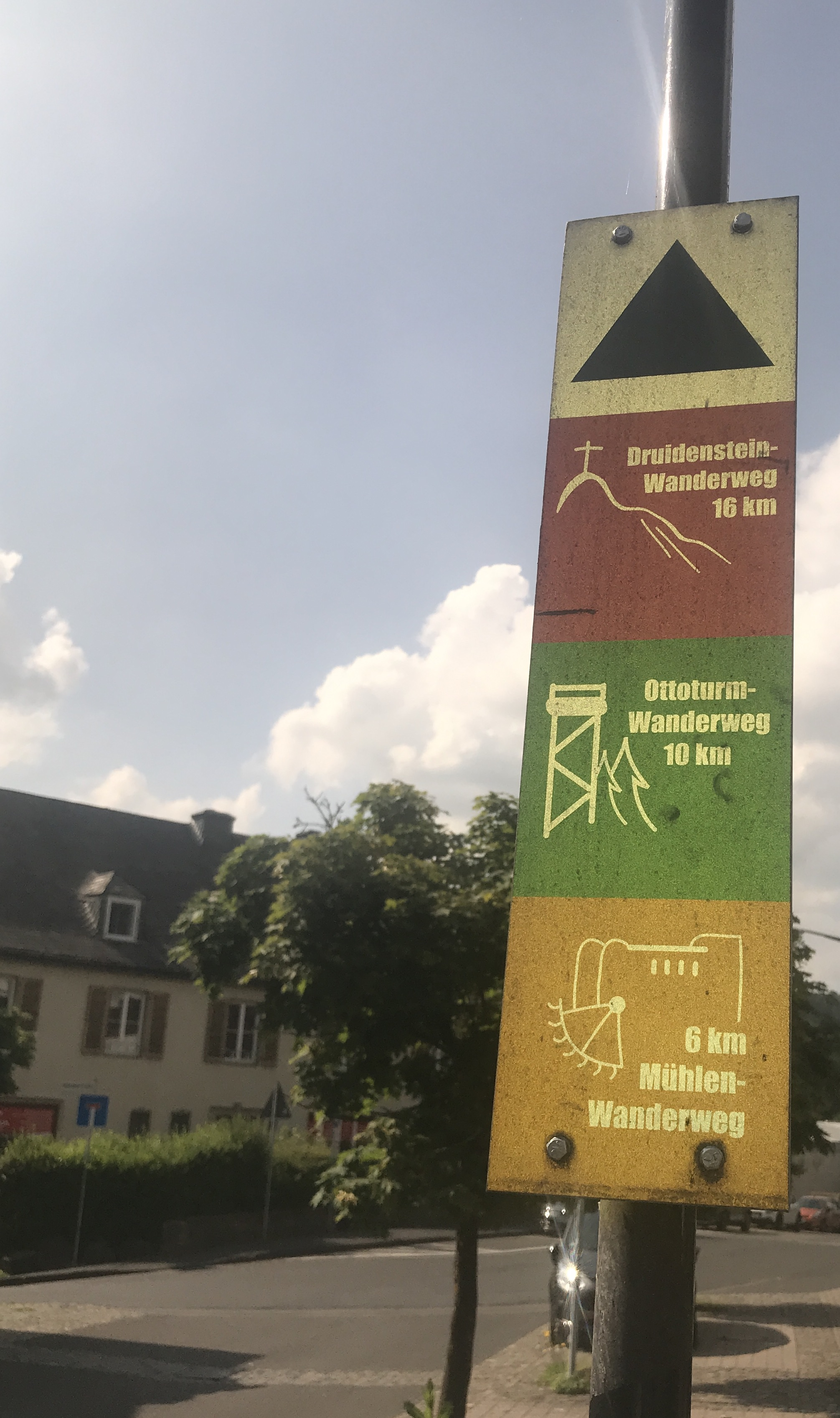
Wanderbeschilderung.

Die bekannteste natürliche Sehenswürdigkeit in Kirchen ist der Druidenstein, ein Basaltfels, der sich auf rund 450 m über Normalnull erhebt. Bekanntestes Bauwerk Kirchens ist der Ottoturm genannte Aussichtsturm, der am 28. August 2010 neu eröffnet wurde. Die Burg Freusburg ist das Wahrzeichen des gleichnamigen Ortsteils und wird heute als Jugendherberge genutzt. Durch den Kirchener Heimatverein wird in der Stadt das Heimatmuseum Kirchen betrieben.
Weitere Sehenswürdigkeiten sind die Wildenburg, Torbogen Junkernthal bei der Alten Rentei, die Rote Kapelle und die Freusburger Mühle, sowie die Villa Kraemer, das Wasserschloss Schloss Crottorf und das Otto-Pfeiffer-Museum.
An sakralen Gebäuden der Umgebung sind die Barockkirche Friesenhagen, der Siegerländer Dom und die neugotische St. Michaels-Kirche mit ihrer historischen Eggert-Orgel sehenswert.
Zur sportlichen Aktivität stehen ein Nordic-Walking-Fitness-Park und der Sieg-Bigge-Radweg, auf dem eine Zwei-Länder-Tour gefahren werden kann, zur Verfügung.
Einige Sehenswürdigkeiten sind über drei Rund-Wanderwege beschildert – die auch kombiniert an einem Tag wanderbar sind (Druidenstein-Wanderweg, Ottoturm-Wanderweg und Mühlen-Wanderweg). Herausragende Sehenswürdigkeiten sind auch in Fern-Qualitätswanderwege enthalten wie dem Druidensteig und sind Teil des Geopark Westerwald-Lahn-Taunus.
Siehe auch:
- Liste der Kulturdenkmäler in Kirchen (Sieg)
- Liste der Naturdenkmale in Kirchen (Sieg)
- Liste der Stolpersteine in Kirchen (Sieg)

## Verkehr

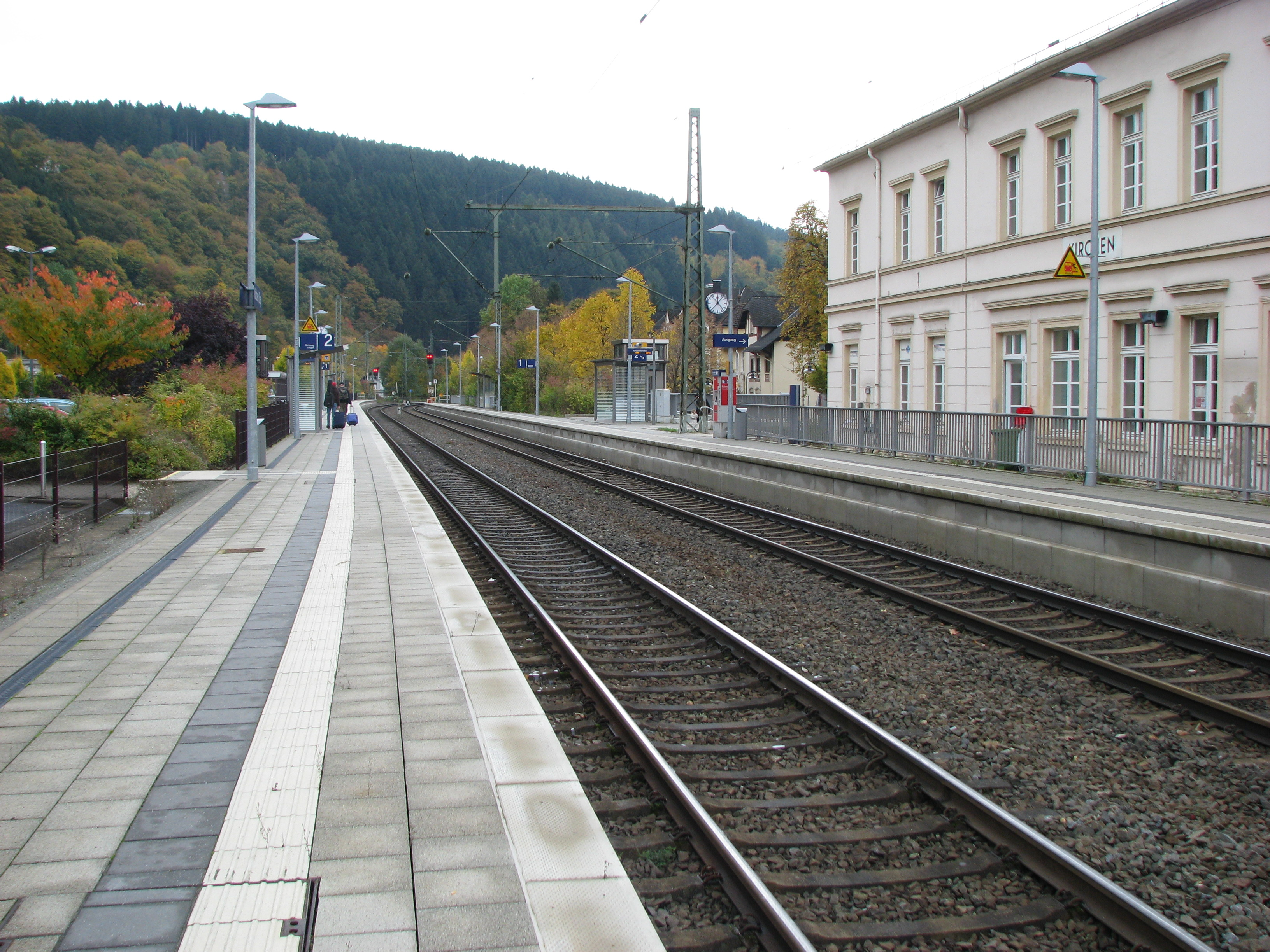
Der Bahnhof Kirchen (Sieg)

Kirchen verfügt über einen Bahnhof an der Siegstrecke, an welchem der Rhein-Sieg-Express (RE 9) von Aachen nach Siegen sowie die Westerwald-Sieg-Bahn (RB 90) von Limburg über Siegen nach Kreuztal verkehrt. Zudem hält in Kirchen die Rothaarbahn (RB 93) von Betzdorf via Siegen nach Bad Berleburg.
| Linie | Verlauf | Takt                                        |
| ----- | --- | ------------------------------------------- |
| RE 9  | Rhein-Sieg-Express: Aachen Hbf – Aachen-Rothe Erde – Stolberg (Rheinl) Hbf – Eschweiler Hbf – Langerwehe – Düren – Horrem – Köln-Ehrenfeld – Köln Hbf – Köln Messe/Deutz – Porz (Rhein) – Troisdorf – Siegburg/Bonn – Hennef (Sieg) – Eitorf – Herchen – (Dattenfeld –)* Schladern (Sieg) – (Rosbach (Windeck) –)* Au (Sieg) – (Etzbach –)* Wissen (Sieg) – (Niederhövels – Scheuerfeld (Sieg) –)* Betzdorf (Sieg) – Kirchen – Brachbach (– Niederschelden – Eiserfeld (Sieg))* – Siegen Hbf * Halt einzelner Züge im Nacht- und Berufsverkehr Stand: Fahrplanwechsel Dezember 2023 | 60 min                                      |
| RB90  | Westerwald-Sieg-Bahn: (Kreuztal – Siegen-Geisweid – Siegen-Weidenau –)* Siegen Hbf – Eiserfeld (Sieg) – Niederschelden Nord – Niederschelden – Mudersbach – Brachbach – Freusburg Siedlung – Kirchen – Betzdorf (Sieg) – Scheuerfeld (Sieg) – Niederhövels – Wissen (Sieg) – Etzbach – Au (Sieg) – Geilhausen – Hohegrete – Breitscheidt (Kr Altenkirchen Ww) – Kloster Marienthal (wochentags zweistdl.) – Obererbach – Altenkirchen (Westerwald) – Ingelbach – Hattert – Hachenburg – Unnau-Korb – Nistertal-Bad Marienberg (– Büdingen (Westerw) – Enspel – Rotenhain) (zweistündlich) – Langenhahn – Westerburg – Willmenrod – Berzhahn – Wilsenroth – Frickhofen – Niederzeuzheim – Hadamar – Niederhadamar – Elz (Kr Limburg/Lahn) – Staffel – Diez Ost – Limburg (Lahn) * einzelne Züge an Werktagen Stand: Fahrplanwechsel Dezember 2024 | 60 min                                      |
| RB93  | Rothaarbahn: Betzdorf (Sieg) – Kirchen – Freusburg Siedlung – Brachbach – Mudersbach – Niederschelden – Niederschelden Nord – Eiserfeld (Sieg) – Siegen Hbf – Siegen-Weidenau – Siegen-Geisweid – Kreuztal – Ferndorf (Siegen) – Kredenbach – Dahlbruch – Hillnhütten – Stift Keppel-Allenbach – Hilchenbach – Vormwald Dorf – Vormwald – Lützel – Erndtebrück – Birkelbach – Aue-Wingeshausen – Berghausen (b Wittgenstein) – Raumland-Markhausen – Bad Berleburg Werktags einzelne Fahrten von Au (Sieg) bzw. Altenkirchen, Samstags 2x von Marburg nach Betzdorf als RB 94 Stand: Fahrplanwechsel Dezember 2021 | 60 min (werktags) 120 min (sonn-/feiertags) |

Durch die Lage von Kirchen im Landkreis Altenkirchen in Rheinland-Pfalz gilt der Tarif des Verkehrsverbunds Rhein-Mosel (VRM). Es bestehen zudem Übergangstarife der beiden nordrhein-westfälischen Verkehrsverbünde VRS und VGWS für Fahrten mit Start- oder Zielbahnhof in deren Gebiet. Letztgenannter ist seit August 2017 durch den Westfalentarif abgelöst worden.

## Öffentliche Einrichtungen
In Kirchen befindet sich ein Krankenhaus des Deutschen Roten Kreuzes.

## Wirtschaft und Infrastruktur
Im Ortsteil Wingendorf betreibt der Segelflugclub Betzdorf/Kirchen e. V. aus dem benachbarten Katzwinkel den Verkehrslandeplatz Betzdorf-Kirchen.
Kirchen liegt mit den Haltepunkten Freusburg Siedlung und Kirchen (Sieg) an der Siegstrecke. Früher gab es zwei Bahnhöfe an der Asdorftalbahn (Kirchen und Wehbach), die aber seit den 1980ern (Personenverkehr) bzw. 1990ern (Güterverkehr) stillgelegt ist und nur noch als Reststück in Niederfischbach vorhanden ist. In Jungenthal hatte die Arnold Jung Lokomotivfabrik ihren Sitz.

## Persönlichkeiten
- Martin Bender (1731–1791), Jesuit, Pfarrer und Professor der Theologie
- Friedrich Felix Furkel (1771–1840), erster Landrat des Kreises Wetzlar
- Wilhelm Stein (1807–1849), evangelischer Pfarrer
- Heinrich Kraemer (1842–1907), Bürgermeister, Reichstags- und Landtagsabgeordneter
- Ludwig Doll (1846–1883), evangelischer Geistlicher, Gründer eines Waisenhauses und der Neukirchener Mission
- Arnold Jung (1859–1911), Unternehmer und Gründer der nach ihm benannten Lokomotivfabrik
- Paul Wingendorf (1914–1995), Politiker (CDU)
- Bruno Wiefel (1924–2001), Politiker (SPD)
- Karl-Wilhelm Dahm (* 1931), evangelischer Theologe und emeritierter Professor der Westfälischen Wilhelms-Universität Münster
- Josef Happ (1938–2021), Politiker (CDU)
- Lothar Müller-Hagedorn (* 1941), Betriebswirt und Hochschullehrer
- Wolf-Dieter Müller-Jahncke (* 1944), Apotheker, Hochschullehrer und Fachautor
- Hilarion Petzold (* 1944), Psychologe und emeritierter Professor der Freien Universität Amsterdam
- Jürgen Ebach (* 1945), evangelischer Theologe und Professor an der Ruhr-Universität Bochum
- Claus Scholl (1945–2015), Rechtswissenschaftler
- Jürgen Alberts (* 1946), Schriftsteller
- Titus Dittmann (* 1948), Unternehmer
- Hans-Bernd Spies (* 1949), Archivar und Historiker
- Hartmut Siebertz (1951–2020), Arzt und Sanitätsoffizier der Bundeswehr im Generalsrang
- Peter J. Brenner (* 1953), Germanist, Philosoph, Erziehungswissenschaftler und Hochschullehrer
- Ludwig Zöller (* 1953), Geograph und Professor an der Universität Bayreuth
- Michael Schneider (* 1954), Politiker (CDU)
- Ulrich Pracht (* 1955), Sanitätsoffizier der Bundeswehr im Generalsrang
- Peter Löcherbach (* 1957), Sozialarbeiter, Pädagoge und Sozialarbeitswissenschaftler
- Werner Schepp (* 1958), Kirchenmusiker und Hochschullehrer
- Barbara Rudnik (1958–2009), Schauspielerin
- Rolf-Jürgen Kirsch (* 1959), Maler und Konzeptkünstler
- Kerstin Jüttemann (1961–2023), deutsche Juristin und Präsidentin des Thüringischen Landessozialgerichts
- Andreas Turkat (1961–2008), Politiker (SPD)
- Georg Bätzing (* 1961), katholischer Geistlicher, Bischof von Limburg, Vorsitzender der Deutschen Bischofskonferenz
- Jürgen Alzen (* 1962), Automobil-Rennfahrer
- Christoph Klein (* 1964), pädiatrischer Onkologe und Ärztlicher Direktor des Dr. von Haunerschen Kinderspitals des Klinikums der Universität München
- Hans-Jürgen Philipp (* 1964), Dirigent und Komponist
- Heike Schäfer (* 1964), Schlagersängerin
- Rainer Simon (* 1965), General der Bundeswehr
- Josef Rosenbauer (* 1966), Politiker
- Uwe Alzen (* 1967), Automobil-Rennfahrer
- Ralph Szepanski (* 1967), Nachrichtensprecher und Fernsehredakteur
- Agnes Hammer (* 1970), Schriftstellerin
- Eva Brenner (* 1976), Fernsehmoderatorin und Innenarchitektin
- Nadine Schmidt (* 1976), Fotomodel
- Katharina Schultens (* 1980), deutsche Schriftstellerin
- Verena Dreier (* 1985), Leichtathletin
- Katharina Wäschenbach (* 1985), Schauspielerin
- Timon Erik Adolph (* 1985), Mediziner
- Thomas Kraft (* 1988), Fußballspieler
- Sascha Mockenhaupt (* 1991), Fußballspieler
- Marcel Schuhen (* 1993), Fußballtorhüter
- Luca Stolz (* 1995), Automobilrennfahrer
- Meiko Wäschenbach (* 2004), Fußballspieler